# Segunda División de México 1952-53
La Temporada 1952-53 de la Segunda División de México, fue el tercer torneo de la segunda categoría del fútbol mexicano. Se disputó entre los meses de julio de 1952 y enero de 1953. Contó en un inicio con la participación de 13 equipos, sin embargo, el Cuautla fue descalificado en la jornada 20 como consecuencia de una alineación indebida.

## Cambios
- La Piedad ascendió a Primera División.
- Veracruz descendió de Primera División.
- Monterrey, Cuautla y Estrella Roja de Toluca ingresaron a la liga como nuevos equipos.

## Formato de competencia
Los trece equipos compiten en un grupo único, todos contra todos a visita recíproca. Se coronaria campeón el equipo con la mayor cantidad de puntos y así conseguir el ascenso; si al final de la campaña existiera empate entre dos equipos en la cima de la clasificación, se disputaría un duelo de desempate para definir al campeón, esto claro sin considerar de por medio ningún criterio de desempate.

## Equipos participantes

### Equipos por Entidad Federativa
| Entidad Federativa | N.º | Equipos                                 |
| ------------------ | --- | --------------------------------------- |
| Veracruz           | 3   | Atlético Veracruz, Moctezuma y Veracruz |
| Michoacán          | 2   | Morelia y Zamora                        |
| Estado de México   | 2   | Estrella Roja y Toluca                  |
| Guanajuato         | 2   | Irapuato y San Sebastián                |
| Morelos            | 1   | Cuautla                                 |
| Nuevo León         | 1   | Monterrey                               |
| Puebla             | 1   | La Concepción                           |
| Querétaro          | 1   | Querétaro                               |

### Información sobre los equipos participantes
| \| Equipo \| Sede \| Estadio \| En Segunda desde... \| \| ----------------------------- \| ------------------------ \| ---------------------------- \| ------------------- \| \| Atlético Veracruz (ATV) \| Veracruz, Veracruz \| Parque Deportivo Veracruzano \| 1952 \| \| Cuautla (CUA) \| Cuautla, Morelos \| El Almeal \| 1952 \| \| Estrella Roja de Toluca (ESR) \| Toluca, Estado de México \| Campo del Tívoli \| 1952 \| \| Irapuato (IRA) \| Irapuato, Guanajuato \| Estadio Revolución \| 1950 \| \| La Concepción (LAC) \| Puebla, Puebla \| Parque El Mirador \| 1951 \| \| Moctezuma (MOC) \| Orizaba, Veracruz \| Campo Moctezuma \| 1951 \| \| Monterrey (MON) \| Monterrey, Nuevo León \| Parque Cuauhtémoc \| 1952 \| \| Morelia (MOR) \| Morelia, Michoacán \| Campo Morelia \| 1950 \| \| Querétaro (QRO) \| Querétaro, Querétaro \| Municipal \| 1950 \| \| San Sebastián (SSE) \| León, Guanajuato \| La Martinica \| 1951 \| \| Toluca (TOL) \| Toluca, Estado de México \| Campo del Tívoli \| 1950 \| \| Veracruz (VER) \| Veracruz, Veracruz \| Parque Deportivo Veracruzano \| 1952 \| \| Zamora (ZAM) \| Zamora, Michoacán \| Parque Juan Carreño \| 1950 \| |                          |                              |                     |
| Equipo | Sede                     | Estadio                      | En Segunda desde... |
| Atlético Veracruz (ATV) | Veracruz, Veracruz       | Parque Deportivo Veracruzano | 1952                |
| Cuautla (CUA) | Cuautla, Morelos         | El Almeal                    | 1952                |
| Estrella Roja de Toluca (ESR) | Toluca, Estado de México | Campo del Tívoli             | 1952                |
| Irapuato (IRA) | Irapuato, Guanajuato     | Estadio Revolución           | 1950                |
| La Concepción (LAC) | Puebla, Puebla           | Parque El Mirador            | 1951                |
| Moctezuma (MOC) | Orizaba, Veracruz        | Campo Moctezuma              | 1951                |
| Monterrey (MON) | Monterrey, Nuevo León    | Parque Cuauhtémoc            | 1952                |
| Morelia (MOR) | Morelia, Michoacán       | Campo Morelia                | 1950                |
| Querétaro (QRO) | Querétaro, Querétaro     | Municipal                    | 1950                |
| San Sebastián (SSE) | León, Guanajuato         | La Martinica                 | 1951                |
| Toluca (TOL) | Toluca, Estado de México | Campo del Tívoli             | 1950                |
| Veracruz (VER) | Veracruz, Veracruz       | Parque Deportivo Veracruzano | 1952                |
| Zamora (ZAM) | Zamora, Michoacán        | Parque Juan Carreño          | 1950                |

## Tabla General
| Pos. | Equipo            | Pts. | PJ | G  | E | P  | GF | GC | Dif. | Clasificación              |
| ---- | ----------------- | ---- | -- | -- | - | -- | -- | -- | ---- | -------------------------- |
| 1    | Toluca (C)        | 35   | 22 | 14 | 7 | 1  | 63 | 28 | +35  | Ascenso a Primera División |
| 2    | Veracruz          | 32   | 22 | 13 | 6 | 3  | 50 | 23 | +27  |                            |
| 3    | Irapuato          | 28   | 22 | 11 | 6 | 5  | 41 | 29 | +12  |                            |
| 4    | Moctezuma         | 24   | 22 | 9  | 6 | 7  | 42 | 40 | +2   |                            |
| 5    | Querétaro         | 24   | 22 | 9  | 6 | 7  | 35 | 35 | 0    |                            |
| 6    | La Concepción     | 23   | 22 | 9  | 5 | 8  | 41 | 38 | +3   |                            |
| 7    | San Sebastián     | 19   | 22 | 6  | 7 | 9  | 50 | 47 | +3   |                            |
| 8    | Morelia           | 19   | 22 | 7  | 5 | 10 | 40 | 48 | −8   |                            |
| 9    | Zamora            | 18   | 22 | 6  | 6 | 10 | 35 | 42 | −7   |                            |
| 10   | Atlético Veracruz | 16   | 22 | 8  | 0 | 14 | 46 | 72 | −26  |                            |
| 11   | Estrella Roja     | 14   | 22 | 6  | 2 | 14 | 36 | 62 | −26  |                            |
| 12   | Monterrey         | 12   | 22 | 5  | 2 | 15 | 30 | 45 | −15  |                            |
| 13   | Cuautla           | 0    | 0  | 0  | 0 | 0  | 0  | 0  | 0    | Descalificado              |

 Fuente: RSSSF
Criterios de clasificación: Puntos · Diferencia de goles · Goles a favor · Play-off
Notas:
1. ↑  El Cuautla inició el torneo y tomó parte de las primeras 20 jornadas, sin embargo, después de esta fecha fue descalificado por alineación indebida y otras irregularidades.

|                             |
| Toluca Campeón 1.er título. |

## Resultados
| Local \ Visitante | ATV | CUA | EST | IRA | LCO | MOC | MTY | MOR | QUE | SSE | TOL | VER | ZAM |
| ----------------- | --- | --- | --- | --- | --- | --- | --- | --- | --- | --- | --- | --- | --- |
| Atlético Veracruz | —   | 4–2 | 4–3 | 3–2 | 4–2 | 1–2 | 3–0 | 4–2 | 1–3 | 3–2 | 0–2 | 4–0 | 4–2 |
| Cuautla           |     | —   | 1–0 |     | 2–2 | 2–3 | 1–2 |     | 1–0 | 0–2 | 1–2 | 1–3 | 2–2 |
| Estrella Roja     | 3–1 |     | —   | 2–0 | 1–1 | 2–4 | 2–3 | 2–4 | 4–0 | 3–3 | 2–7 | 2–1 | 3–2 |
| Irapuato          | 4–1 | 4–2 | 2–0 | —   | 5–1 | 3–2 | 1–0 | 2–1 | 2–2 | 3–2 | 3–3 | 0–0 | 1–0 |
| La Concepción     | 5–1 | 3–0 | 4–2 | 0–0 | —   | 1–0 | 3–0 | 4–2 | 3–1 | 2–2 | 3–4 | 1–2 | 2–0 |
| Moctezuma         | 4–1 | 1–0 | 3–0 | 2–2 | 1–1 | —   | 2–2 | 3–0 | 1–0 | 3–1 | 2–2 | 2–2 | 2–0 |
| Monterrey         | 3–2 | 1–0 | 1–2 | 1–2 | 2–3 | 3–0 | —   | 0–1 | 0–1 | 2–0 | 3–1 | 1–3 | 1–2 |
| Morelia           | 3–0 | 2–0 | 8–1 | 2–2 | 2–0 | 2–2 | 3–2 | —   | 1–1 | 3–2 | 1–1 | 0–0 | 2–3 |
| Querétaro         | 4–1 | 3–0 | 4–0 | 1–3 | 1–1 | 2–0 | 1–0 | 2–1 | —   | 3–1 | 2–2 | 1–3 | 2–1 |
| San Sebastián     | 9–5 | 5–0 | 4–2 | 2–1 | 1–3 | 5–0 | 2–1 | 4–0 | 1–1 | —   | 3–3 | 1–1 | 1–1 |
| Toluca            | 5–2 |     | 3–0 | 2–1 | 2–0 | 3–1 | 7–2 | 6–0 | 3–1 | 2–0 | —   | 1–0 | 1–1 |
| Veracruz          | 5–1 | 5–1 | 2–0 | 2–1 | 3–1 | 5–2 | 2–1 | 5–2 | 4–0 | 2–1 | 0–0 | —   | 7–0 |
| Zamora            | 7–0 | 2–2 | 1–0 | 0–1 | 2–0 | 2–4 | 2–2 | 2–0 | 2–2 | 3–3 | 1–3 | 1–1 | —   |